# Asarganj
Asarganj é uma vila no distrito de Munger, no estado indiano de Bihar.

## Geografia
Asarganj está localizada a 25° 09′ N, 86° 41′ L. Tem uma altitude média de 44 metros (144 pés).

## Demografia
Segundo o censo de 2001, Asarganj tinha uma população de 5706 habitantes. Os indivíduos do sexo masculino constituem 53% da população e os do sexo feminino 47%. Asarganj tem uma taxa de literacia de 70%, superior à média nacional de 59,5%; com 58% para o sexo masculino e 42% para o sexo feminino. 14% da população está abaixo dos 6 anos de idade.